# Stadio Rajko Štolfa
Lo stadio Rajko Štolfa (Stadion Rajko Štolfa in sloveno) è un impianto sportivo della cittadina slovena di Sesana. Ha una capienza di 2000 posti, dei quali 1310 a sedere, ed ospita le partite interne del Tabor Sežana.

## Storia
Lo stadio fu inaugurato nel 1920.